# ENOi
ENOi (кор. 이엔오아이) — південнокорейський бой-бенд із семи учасників, сформованим KiTheWhale у 2019 році. До складу гурту входили: Лаон, Доджін, Хамін, Авін, Чіну, Джей-кід та Гон. Гурт дебютував 19 квітня 2019 року з піснею «Bloom». Вони розпалися 22 січня 2021 року.

## Учасники
| Сценічний псевдонім | Сценічний псевдонім | Сценічний псевдонім | Справжнє ім'я | Справжнє ім'я  | Справжнє ім'я | Дата народження            | Позиція у гурті                                     |
| Українською         | Латиницею           | Хангилем            | Українською   | Латиницею      | Хангилем      | Дата народження            | Позиція у гурті                                     |
| ------------------- | ------------------- | ------------------- | ------------- | -------------- | ------------- | -------------------------- | --------------------------------------------------- |
| Лаон                | Laon                | 라온                | Сін Кюхьон    | Shin Kyuhyun   | 신규현        | 19 грудня 1995 (29 років)  | Лідер, провідний вокаліст, саб-репер, обличчя гурту |
| Доджін              | Dojin               | 도진                | Чон Йонте     | Jeon Yongtae   | 전용태        | 7 березня 1997 (28 років)  | Головний репер, провідний танцюрист                 |
| Хамін               | Hamin               | 하민                | Чо Хамін      | Jo Hamin       | 조하민        | 24 жовтня 1997 (27 років)  | Головний вокаліст                                   |
| Авін                | Avin                | 어빈                | Пак Донхьон   | Park Dong Hyuk | 박동혁        | 18 грудня 1999 (25 років)  | Саб-вокаліст                                        |
| Чіну                | Jinwoo              | 진우                | Пак Чіну      | Park Jin Woo   | 박진우        | 12 січня 2000 (25 років)   | Саб-вокаліст                                        |
| Джей-кід            | J-Kid               | 제이키드            | Хан Чонхун    | Han Jeong Hoon | 한정훈        | 14 лютого 2000 (25 років)  | Головний танцюрист, провідний вокаліст              |
| Гон                 | Gun                 | 건                  | Ян Хюк        | Yang Hyuk      | 양혁          | 15 березня 2000 (25 років) | Провідний репер, саб-вокаліст, віжуал, макне        |

## Дискографія

### Спеціальні альбоми
| Назва                           | Деталі                                                                                          | Пікові позиції у чарті | Продажі                 |
| Назва                           | Деталі                                                                                          | KOR                    | Продажі                 |
| ------------------------------- | ----------------------------------------------------------------------------------------------- | ---------------------- | ----------------------- |
| For RAYS, Realize All Your Star | - Реліз: 19 грудня 2019 - Лейбл: KiTheWhale, Sound Republica - Формат: CD, цифрове завантаження | 79                     | - Південна Корея: 472   |
| W.A.Y (雨)                      | - Реліз: 6 серпня 2020 - Лейбл: KiTheWhale, Kakao M - Формат: CD, цифрове завантаження          | 35                     | - Південна Корея: 5,779 |

### Мініальбоми
| Назва            | Деталі                                                                                 | Пікові позиції у чарті | Продажі                 |
| Назва            | Деталі                                                                                 | KOR                    | Продажі                 |
| ---------------- | -------------------------------------------------------------------------------------- | ---------------------- | ----------------------- |
| Red in the Apple | - Реліз: 12 січня 2020 - Лейбл: KiTheWhale, Kakao M - Формат: CD, цифрове завантаження | 49                     | - Південна Корея: 1,818 |